# Тиндарида
Тиндарида, Тиндарис (др.-греч. Τυνδαρίς, Τυνδάριον) — античный город, основанный в 396 году до н. э. Дионисием Старшим на одноимённом мысе на северном побережье Сицилии. Руины находятся в 20 км на запад-юго-запад от современного Милаццо и в 8 км на восток от современного Патти.

## История
Город основан Дионисием Старшим в 396 году до н. э. на территории, отобранной у Абакена. В Тиндариду, ставшую одним из последних исконно греческих поселений на Сицилии, были переселены около 600 мессенцев — беженцы из городов Навпакт, Закинф и других районов Пелопоннеса, изгнанные оттуда спартанцами по окончании Пелопоннесской войны и до этого временно селившиеся в Мессане. Новый город привлёк других беженцев с Пелопоннеса, и вскоре его население достигло 5000 человек.
Название города и мыса восходит к древнегреческому культу Диоскуров (Тиндаридов), широко отражённому в сохранившихся монетах и мозаиках.
Тиндарида наряду с Таорминой занимала важное стратегическое положение на Сицилии и впоследствии часто оказывалась в центре военных действий. С самого начала город был военным союзником Сиракуз. Победа, одержанная Дионисием над Магоном в 393 году до н. э., обезопасила Тиндариду от территориальных притязаний со стороны Абакена, состоявшего в союзе с Карфагеном. В 344 году до н. э. город участвовал в кампании Тимолеонта против восставших Сиракуз. Во второй половине IV в. до н. э. Тиндарида, возможно, возглавляла конфедерацию небольших городов на побережье Сицилии напротив Эолийского архипелага — об этом может свидетельствовать появление на её монетах изображения героя-основателя другого города в этом же регионе, Агафирна. В III в. до н. э. над Тиндаридой нависла серьёзная угроза после того как Мессану захватили мамертинцы, но она была снята после победы Гиерона II у Лонгано в 269 году.
В ходе Первой Пунической войны город несколько лет находился под контролем карфагенцев, союзником которых был Гиерон, и представлял собой важный компонент их обороны. Перешёл под контроль Рима после морского сражения у его берегов между флотами Марка Атилия Регула и Гамилькара Барки. В последующих Пунических войнах Тиндарида оставалась лояльной Риму. В ходе Третьей Пунической войны её воины сражались вместе с войсками Сципиона Эмилиана, возвратившего городу когда-то увезённую карфагенянами золотую статую Гермеса. По окончании Пунических войн Тиндариде в числе 17 сицилийских городов, верных Риму, была оказана честь преподнести венец храму Венеры в Эриксе.
В составе Римской республики Тиндарида имела статус civitas decumana (города, платящего десятину) и, по-видимому, достигла значительного процветания. Это богатство привлекло пропретора Гая Верреса, который вывез из Тиндариды на свою виллу в Мессине значительные ценности. Действия Верреса в Тиндариде занимали центральное место в обвинительном процессе против него. В 40 году до н. э., с началом восстания Секста Помпея, его войска заняли Тиндариду, где встали гарнизоном. Позже её удалось захватить Агриппе, и в 22 или 21 году до н. э. Октавиан понизил её статус до колонии (в эпиграфических надписях она фигурирует как Colonia Augusta Tyndaritanorum).

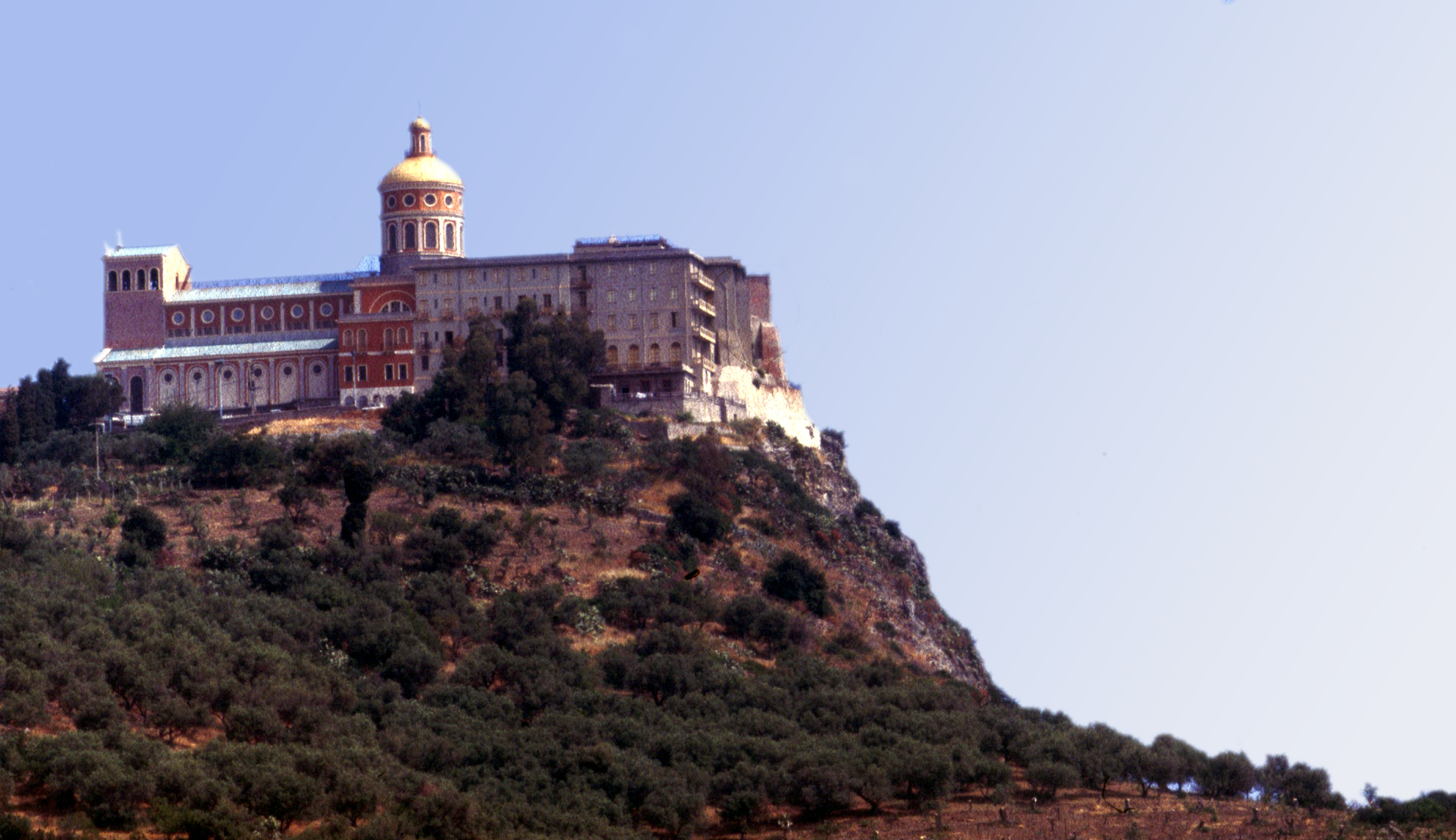
Храм Богоматери Тиндарийской

По-видимому, в начале I века н. э. город пережил природный катаклизм, в ходе которого часть (согласно Плинию, половина) жилых кварталов была поглощена морем. Тем не менее в хрониках IV века Тиндарида всё ещё упоминается как значительный город. С V по IX век в Тиндариде располагался центр христианской епархии, но в 836 году город был разрушен арабами под командованием Фадла ибн Якуба. Название города через много веков после его гибели продолжала носить церковь Богоматери Тиндарийской, расположенная в самой высокой точке холма, где раньше находилась Тиндарида.

## Археология
В условиях, когда на месте Тиндариды не возникло новых поселений, её руины относительно хорошо сохранились, позволяя оценить размеры города и его планировку. Контур городских стен может быть прослежен на значительном протяжении вдоль основания холмов и морского обрыва. На юге, в особенности возле бывших главных ворот, сохранилась значительная часть крепостной кладки из больших квадратных блоков. Анализ кладки показывает наличие участков, построенных ещё во времена Дионисия, первоначально покрытых Opus incertum и оштукатуренных, которые в начале III в. до н. э. начали заменять или дополнять новой кладкой. Толщина новых стен составляла от 2,5 до 4,5 метра. За городскими стенами находятся могильные склепы римского периода.
Основная часть города построена на холме с сильным уклоном с юго-запада на северо-восток. Внутри городской черты раскопки 1950—1960-х годов показали наличие централизованной планировки, в рамках которой возводились с IV в. до н. э. греческие дома, а затем, на их же фундаментах, — римские и византийские. Сеть улиц составляют широкие мощёные декуманы шириной 8 м, протянувшиеся на разных высотах с северо-запада на юго-восток через всю ширину плато (раскопаны как минимум два, однако несомненно существование третьего), уходящие круто вверх на холм кардо шириной до 3 метров (раскопано не менее 15) пересекаются под правильными прямыми углами с интервалом 30 м. По центральной оси кардо проложены сточные канавы. Жилые кварталы располагались террасами от подножия к вершине холма. Дома эллинистического типа постройки, с комнатами, построенными вокруг перистиля с колоннами, полы выложены заливной кладкой или, реже, полихромной мозаикой. В районе нижнего декумана располагались таберны и склады. Ближе к верхнему декуману находились публичные здания — небольшие термы и рынок.

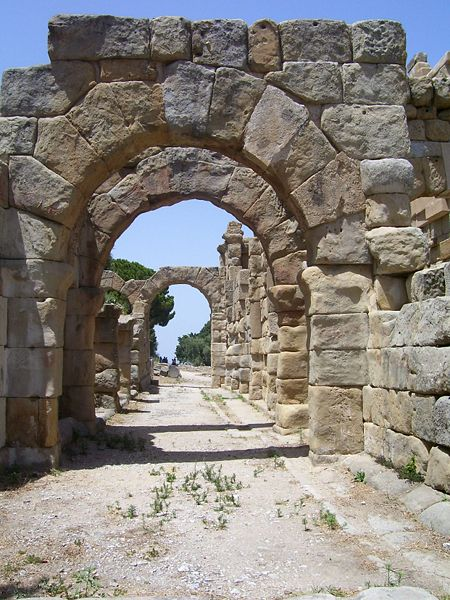
Пропилеи-базилика (ранее ошибочно известны как гимнасий)

К западу от верхнего декумана, вблизи южных стен, расположен театр. В крайних точках его крылья опираются на природный склон, в остальной части — на стены, сложенные в технике Opus isodomum. Не менее 28 зрительских рядов, разделённых на 9 секторов, развёрнуты в сторону моря. Некоторые особенности планировки позволяют датировать постройку театра серединой III в. до н. э., хотя он был несомненно перестроен в римский период с тем, чтобы использоваться для гладиаторских боёв. Выше театра и восточнее верхнего декумана расположена базилика, в форме открытой с коротких концов вытянутой галереи из тёсаного камня с сильно выступающими пилястрами и 9 каменными арками, поддерживавшими крышу. Базилика, по-видимому, построена в середине I в. до н. э. и выполняла функцию пропилеев просторной агоры. Агора расположена восточнее базилики и юго-восточной частью повёрнута к акрополю, на месте которого сейчас находится церковь Богоматери Тиндарийской. Базилика сильно пострадала от времени и военных действий, к середине XX века от неё сохранилась лишь одна стена, но в 1956 году была проведена реконструкция, в ходе которой здание было в основном восстановлено.
На территории Тиндариды обнаружено значительное количество произведений античного искусства. Среди них рельеф с посвящением Артемиде Евпраксии, мраморные статуи Ники (в экспозиции Сиракузского музея) и Зевса (музей Палермо) и колоссальная голова Августа, вместе с рядом тогат (скульптур, изображающих римских граждан) выставленная в хранилище древностей, построенном рядом с местом раскопок.